# Öxnevalla landskommun
Öxnevalla landskommun var en tidigare kommun i dåvarande Älvsborgs län.

## Administrativ historik
Kommunen inrättades i Öxnevalla socken i Marks härad i Västergötland när 1862 års kommunalförordningar trädde i kraft. Vid kommunreformen 1952 uppgick den i Horreds landskommun som 1971 gick upp i nybildade Marks kommun.